# UTC-3:30
UTC-3:30 je vremenska zona koja se koristi samo u Kanadi, i to ne u periodu ljetnog vremena.

## Kao standardno vrijeme (samo zima na sjevernoj hemisferi)
- Kanada (NST—Newfoundlandsko standardno vrijeme)
  - Newfoundland i Labrador
    - Labrador (jugoistok),
    - Newfoundland

## Vanjske poveznice
- Gradovi u vremenskoj zoni UTC-3:30